# Marcel Fränzel
Marcel Fränzel (* 27. März 1960 in Vriezenveen) ist ein niederländischer Kommunalpolitiker, der Mitglied der linksliberalen Partei Democraten 66 ist.

## Leben
Fränzel absolvierte am Institut VL-VU in Amsterdam des Bildungstyps „Neue Lehrerausbildung“ (niederländisch Nieuwe lerarenopleiding) ein Lehrerstudium in den Fächern Erd- und Gesellschaftskunde. Anschließend war er von 1983 bis 1994 Vorstandsmitglied einer Berufsschule für Auszubildende in Amersfoort. Unterdessen war er ab 1990 Abgeordneter im Rat der Gemeinde Amersfoort für die Fraktion der Democraten 66 gewesen, bis er 1994 die Position eines Beigeordneten im Kollegium von Amersfoort einnahm und diese für zwei Legislaturperioden, bis ins Jahr 2002, innehatte. Im gleichen Jahr übernahm Fränzel das Amt des Bürgermeisters von Woensdrecht. 2012 schloss er ein Studium im Bereich Verwaltungswissenschaft an der Erasmus-Universität Rotterdam als Master ab. Seine Funktion als Bürgermeister legte Fränzel zum 1. Oktober 2013 nieder. Seither übte er ausschließlich kommissarisch Bürgermeisterämter aus. So war er zwischen 2014 und 2018 kommissarischer Bürgermeister der Gemeinden Noord-Beveland, Veghel, Meierijstad und Oosterhout. Zum 1. Januar 2019 wurde er – ebenfalls in kommissarischer Funktion – Bürgermeister der Fusionsgemeinde Altena und waltete seines Amtes bis zum 9. Dezember gleichen Jahres, ehe er von Egbert Lichtenberg abgelöst wurde. Nachdem die Bürgermeisterin von Sint Anthonis, Marleen Sijbers, ihren Rücktritt bekannt gemacht hatte, wurde er am 15. November 2019 zusätzlich zum kommissarischen Bürgermeister der Gemeinde erklärt. Dieses Amt übte er bis zur Auflösung der Gemeinde Sint Anthonis aus. Zwischen dem 5. Juli 2023 und dem 1. Februar 2024 war Fränzel kommissarischer Bürgermeister der Gemeinde Goes in der Provinz Zeeland. Anschließend wurde Fränzel mit Wirkung zum 13. März selben Jahres zum kommissarischen Bürgermeister der Nachbargemeinde Middelburg ernannt. Bis zum Amtsantritt von Yvonne van Mastrigt am 29. August 2024 hatte er dieses Amt inne. Zwischen dem 14. Oktober 2024 und dem 28. Mai 2025 führte er kommissarisch das Amt des Bürgermeisters in der Utrechter Gemeinde De Bilt.